# 1963 à la télévision
| Années de la télévision : 1960 - 1961 - 1962 - 1963 - 1964 - 1965 - 1966    |
| Décennies de la télévision : 1930 - 1940 - 1950 - 1960 - 1970 - 1980 - 1990 |

Cet article présente les faits marquants de l'année 1963 à la télévision.

## Événements

### Allemagne
- 30 mars : Fin des émissions d'ARD 2 sur le deuxième réseau national allemand.
- 1er avril : Démarrage des programmes de la ZDF, seconde chaîne généraliste allemande.

### France
- 14 décembre : Inauguration à Paris de la Maison de la RTF.
- 21 décembre : Démarrage des émissions expérimentales de la deuxième chaîne de la RTF en France.

## Émissions
- 19 avril : Dernier Journal télévisé de la RTF sur RTF Télévision.
- 20 avril : Première des Actualités télévisées sur RTF Télévision.
- 12 octobre : Première de l'émission Les Raisins verts (émission de télévision) sur RTF Télévision.

## Séries télévisées

### États-Unis
- 16 septembre : diffusion du premier épisode d'Au-delà du réel sur ABC
- 17 septembre : diffusion du premier épisode du Fugitif sur ABC
- 20 septembre : diffusion du premier épisode de L'Homme à la Rolls sur ABC
- 29 septembre : diffusion du premier épisode de Mon martien favori sur CBS
- 10 octobre : diffusion du premier épisode de Haute Tension sur NBC

### France
- 3 novembre : diffusion du premier épisode de Thierry la Fronde sur la RTF.

### Royaume-Uni
- 28 septembre : diffusion du premier épisode de Ce sentimental M. Varela sur ITV
- 23 novembre : diffusion du premier épisode de Doctor Who sur BBC One.

### Canada
- Diffusion de Monsieur Pipo.

## Principales naissances
- 20 janvier : James Denton, acteur américain notamment dans Desperate Housewives.
- 24 février : Laurent Ruquier, animateur et humoriste français
- 6 avril : Pauline Lafont, actrice française († 11 août 1988).
- 8 mai : Laurence Boccolini, animatrice française.
- 19 mai : Sophie Davant, journaliste française.
- 25 mai : Stéphane Bouvet, comédien et metteur en scène.
- 30 mai : Élise Lucet, journaliste et présentatrice de télévision française.
- 9 juin : Johnny Depp, acteur et réalisateur américain.
- 29 juin : Pierre Ménès, journaliste sportif.
- 30 juin : Rupert Graves, acteur britannique.
- 8 juillet :
  - Rocky Carroll, acteur américain.
  - Michael Cuesta, réalisateur, scénariste et producteur américain.
- 22 juillet : Rob Estes, acteur américain.
- 30 août : Michael Chiklis, acteur américain.
- 19 septembre : Alessandra Martines, animatrice de télévision, danseuse et actrice Franco-Italienne.
- 3 octobre : André Robitaille, acteur québécois.
- 5 octobre : Sophie Favier, animatrice de télévision française.
- 16 octobre : Élie Semoun, humoriste et acteur français.
- 28 octobre :
  - Lauren Holly, actrice américaine.
  - Isabelle Giordano, journaliste, animatrice de télévision et de radio française.
- 2 novembre : Danielle Moreau, journaliste, chroniqueuse et réalisatrice française de radio et de télévision.
- 4 novembre : Nicolas Canteloup, humoriste, imitateur, français.
- 5 novembre : Tatum O'Neal, actrice américaine.
- 14 novembre : Stéphane Bern, journaliste, français.
- 21 novembre : Nicollette Sheridan, actrice anglaise (série : Desperate Housewives).
- 24 novembre : Thierry Samitier, Comédien Français, acteur de Nos Chers Voisins.
- 30 novembre : David Yates, réalisateur anglais.
- 6 décembre : Stéphane Guillon, acteur et humoriste français.
- 19 décembre : Jennifer Beals, actrice américaine.
- 27 décembre : Laurent Romejko, animateur de télévision français d'origine polonaise.